# Траоре, Жан
Жан Траоре (фр. Jean Traoré; 6 марта 1938, Киндиа — 20 июля 1999) — гвинейский военный, политический и государственный деятель. Министр иностранных дел Гвинейской республики в 1985—1993 годах.

## Биография
Жан Траоре родился 6 марта 1938 года в городе Киндиа (Нижняя Гвинея) в семье крестьянина. В 1957—1959 годах проходил военную подготовку во Франции. После провозглашения Гвинеи независимым государством, в 1959 году направлен на обучение в Советском Союзе. В 1964 году окончил Военно-инженерную академию имени В. В. Куйбышева. После нескольких лет военной службы в 1968 году был направлен в адъюнктуру этой академии и закончил её в 1972 году. С 1972 года в течение 10 лет командовал саперной частью гвинейской армии, был сотрудником министерства национальной обороны.
В 1982 году направлен на обучение в США, где учился в военном институте иностранных языков в Сан-Антонио (штат Техас) и в пехотном училище в Форт-Беннинге (штат Джорджия).
В 1984 году Траоре вернулся в Гвинею и в чине капитана принял участие в военном перевороте 3 апреля 1984 года. Тогда же вошел в состав правящего Военного комитета национального возрождения и был назначен министром шахт и геологии. После реорганизации правительства 18 декабря 1984 года был перемещён на пост государственного министра планирования и природных ресурсов. В октябре 1985 года во главе экономической делегации посетил СССР.
В декабре 1985 года в чине майора был назначен министром иностранных дел Гвинейской республики и введён в состав Исполнительного комитета Военного комитета национального возрождения.

## На посту министра
В феврале 1986 года Траоре выезжал во Францию на конференцию франкоязычных стран. В июле того же года он принял участие в работе 22-й сессии Ассамблеи ОАЕ в Эфиопии. В ноябре 1986 года Траоре представлял страну на 13-й Франко-африканской конференции глав государств и правительств в Того. В январе 1987 года Жан Траоре посетил Того, в апреле — Мали, в июне — Францию. В июле того же года он участвовал в 23-1 сессии Ассамблеи ОАЕ в Эфиопии. В сентябре 1987 года Траоре посетил США, где принял участие в работе 42-й сессии Генеральной Ассамблеи ООН. В феврале 1988 года Траоре посетил Сьерра-Леоне, в сентябре участвовал в работе 43-й сессии Генеральной Ассамблеи ООН в Нью-Йорке. В феврале 1989 года Жан Траоре посетил Кубу.
В 1990 году возглавлял комиссию по разработке Конституции Гвинеи. В 1992 году впал в немилость у президента Лансаны Конте и в 1993 году оставил пост министра иностранных дел. В дальнейшем был прощен, возвращен в политику, и занимал пост министра урбанизации и окружающей среды. Получил звание подполковника, затем полковника.
Жан Траоре скончался 20 июля 1999 года.

## Семья
Жан Траоре был женат, имел двоих детей.